# 방송관계법 날치기 사건
방송관계법 날치기 사건은 1990년 7월 14일 김재광 국회 부의장이 방송관계법 등을 비롯한 쟁점법안을 날치기로 통과시킨 사건이다.

## 사건 전
1990년 1월 22일 민주정의당, 통일민주당, 신민주공화당이 합당하였다. 이를 통해 민주자유당이 탄생했는데, 원내 의석의 대부분인 218석을 차지하는 등 정국의 주도권을 장악하게 된 것이다.
사건 전 방송관계법, 국군조직법, 광주보상법 등을 비롯한 26개의 쟁점법안과 추가경정예산안 등이 통과되지 못한 채 있었다.

## 사건의 진행
1990년 7월 14일이었다. 오전 10시 5분, 박준규 국회의장이 막 들어오고 있었다. 그런데 미리부터 단상을 점거하고 있던 평화민주당 의원들의 실력저지에 부딪쳐 문전에서 밀려났다.
바로 그 때였다. 국회 본회의장 의석 뒤에 앉아있던 김재광 국회 부의장이 갑자기 일어나더니, 아무런 검토조차 하지 않은채 방송관계법 등을 비롯한 쟁점법안들을 통과시켰다. 1분 만에 일어난 일이었다.
순식간에 국회는 소란스러워졌다. 순간, 평민당 의원들은 무효라며 반발하기 시작했다. 그들은 시간을 정한 뒤 농성을 벌이기 시작했다. 김태식 평민당 대변인은 "우리의 앞으로의 구체적인 진로에 대해서는 당 지도부가 조속히 이를 수습하여 의원총회에 회부해 주도록 요망합니다."라며 반발했다.

## 사건 이후
상황이 심각해지자, 박희태 민자당 대변인은 "앞으로 여야는 모두 속 좁은 정치를 청산하고 보다 넓은 마음으로 넓은 정치를 펴 나감으로써 정치권에 쏠린 국민들의 따가운 시선을 풀어나가는데 최선의 노력을 다해야 될 것으로 생각합니다."라며 사과했다. 한편 평민당 국회의원 63명이 사직서를 제출했다.

## 참조
1. ↑  MBC뉴스데스크 (1990년 7월 14일). “여권, 임시국회 쟁점법안 안건상정 기습처리[하금렬]”. 2013년 4월 16일에 확인함.[깨진 링크(과거 내용 찾기)]
2. ↑  MBC뉴스데스크 (1990년 7월 14일). “여권, 임시국회 쟁점법안 안건상정 기습처리[하금렬]”. 2013년 4월 16일에 확인함.[깨진 링크(과거 내용 찾기)]
3. ↑  MBC뉴스데스크 (1990년 7월 14일). “여권, 임시국회 쟁점법안 안건상정 기습처리[하금렬]”. 2013년 4월 16일에 확인함.[깨진 링크(과거 내용 찾기)]
4. ↑  MBC뉴스데스크 (1990년 7월 14일). “여권, 임시국회 쟁점법안 안건상정 기습처리[하금렬]”. 2013년 4월 16일에 확인함.[깨진 링크(과거 내용 찾기)]
5. ↑  MBC뉴스데스크 (1990년 7월 14일). “여권, 임시국회 쟁점법안 안건상정 기습처리[하금렬]”. 2013년 4월 16일에 확인함.[깨진 링크(과거 내용 찾기)]
6. ↑  MBC뉴스데스크 (1990년 7월 14일). “여권, 임시국회 쟁점법안 안건상정 기습처리[하금렬]”. 2013년 4월 16일에 확인함.[깨진 링크(과거 내용 찾기)]
7. ↑  MBC뉴스데스크 (1990년 7월 14일). “여권, 임시국회 쟁점법안 안건상정 기습처리[하금렬]”. 2013년 4월 16일에 확인함.[깨진 링크(과거 내용 찾기)]
8. ↑  MBC뉴스데스크 (1990년 7월 14일). “여권, 임시국회 쟁점법안 안건상정 기습처리[하금렬]”. 2013년 4월 16일에 확인함.[깨진 링크(과거 내용 찾기)]
9. ↑  MBC뉴스데스크 (1990년 7월 24일). “평민당, 소속의원 전원 국회의원 사직서 작성[이상열]”. 2013년 4월 16일에 확인함.[깨진 링크(과거 내용 찾기)]